# Claude Riley
Claude Edward Riley Jr (nacido el 8 de septiembre de 1960 en Crockett, Texas) es un exjugador de baloncesto estadounidense. Con 2,06 metros de estatura, jugaba en la posición de pívot.

## Trayectoria deportiva

### Universidad
Jugó durante cuatro temporadas con los Aggies de la Universidad de Texas A&M, en las que promedió 11,5 puntos,  y 7,2 rebotes por partido.

### Profesional
Fue elegido en la tercera ronda con el puesto 64 en el Draft de la NBA de 1983 por los Philadelphia 76ers. Nunca llegaría a jugar en la NBA, pero si desarrollaría una gran carrera en Europa, jugando dos años en Italia (1983-1984 y 1987-1988), en los que promedió 24,6 puntos y casi 11 rebotes por encuentro. En España jugaría durante 10 temporadas, siendo un jugador histórico en ACB en puntos, ya que anotó 6074 puntos en   308 partidos, teniendo un promedio de  19,72 puntos por partido, también fue destacada su faceta en  rebotes con 3044 rechazes, para un promedio  9,88 por partido. A fecha de mayo de 2016 ocupa el puesto cuarto en rebotes y el número 18 en puntos en el histórico de la Liga ACB.